# Marki
Marki este un oraș în Polonia.